# سفارة الهند في السويد
سفارة الهند في السويد هي أرفع تمثيل دبلوماسي لدولة الهند لدى السويد. تقع السفارة في وهي تهدف لتعزيز المصالح الهندية في السويد.

## وصلات خارجية
- قائمة سفارات الهند
- قائمة السفارات في السويد